# Isla de Czaplak
Isla de Czaplak (en polaco: Wyspa Czaplak) es una isla de Polonia en el Voivodato de Varmia y Masuria (Województwo warminsko-mazurskie) al noreste de ese país europeo. Se trata de la tercera mayor isla en el lago Jeziorak (después de las islas  Wielkiej Żuławie y Bukowcu ), está bajo protección legal como un sitio ecológico.  Está situada en la parte norte del lago, cerca de la aldea Matyty.